# 八仙樂園彩色派對火災的醫療動員

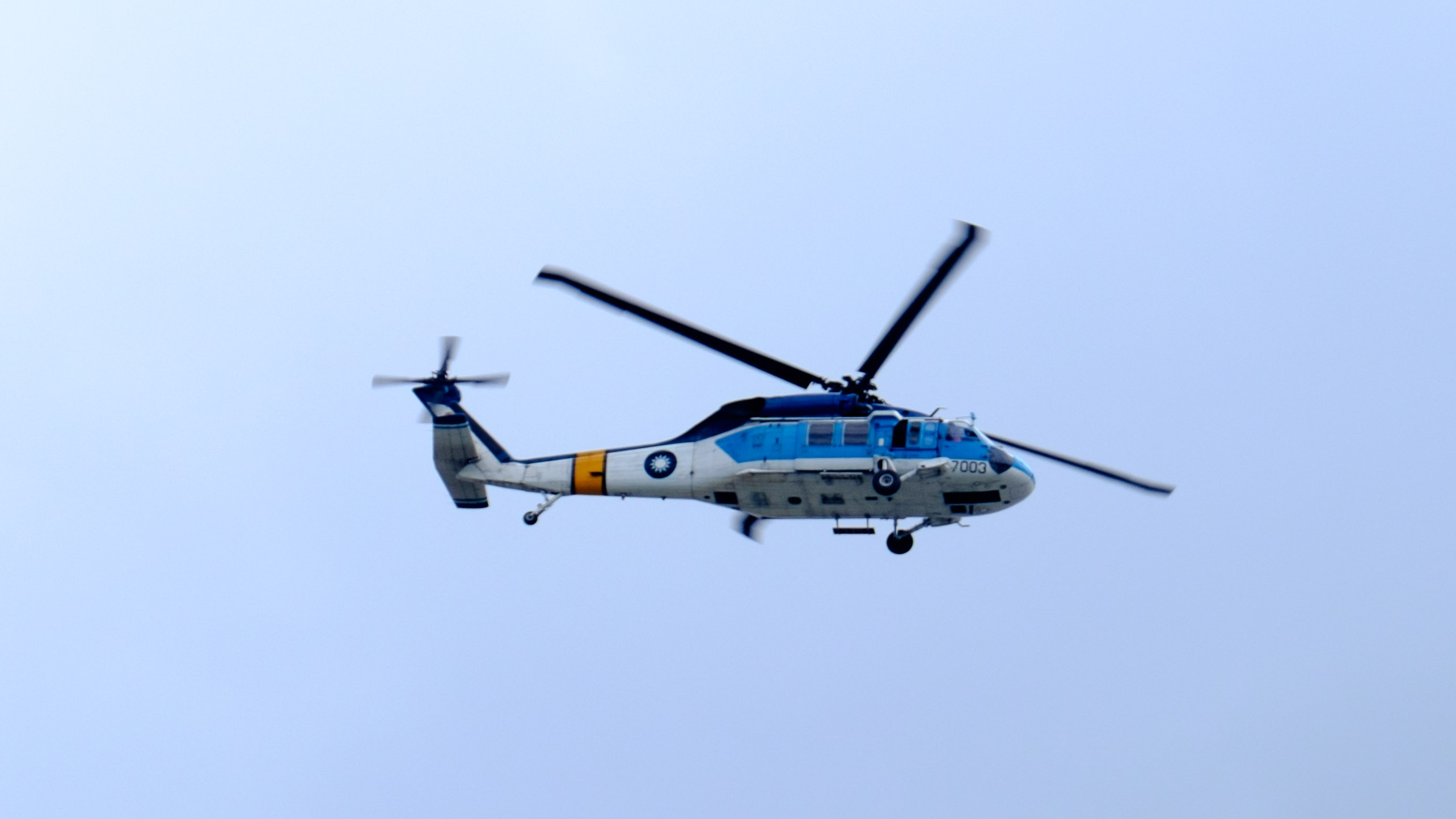
後送八仙樂園塵爆傷患的中華民國空軍救護隊S-70C救護直升機（2015年6月29日）。

八仙樂園彩色派對火災發生於2015年6月27日20時32分，台灣八仙樂園裡抽乾水的游泳池內舉辦的「彩色粉末」派對發生僅長40秒的火災，即時燒燙傷499人，其中燒燙傷面積80%以上計41人，面積40－80%計240人。半個月後尚處於病危計237人。由於一時間有大量燒燙傷傷者，台灣醫療資源緊張，由此醫療動員。

## 當夜動員
新北市政府消防局於20時41分通報中華民國內政部、衛生福利部啟動大量傷病患緊急醫療救護機制，將多名燒燙傷患者送往鄰近淡水馬偕醫院、林口長庚等醫院救治。截至28日上午8點，救護車出動144輛次、官方與民間動員共1092人次全力救援。
當晚，時任新北市市長朱立倫等趕抵現場，聽取新北市政府消防局報告後，朱立倫親自電洽臺北市、基隆市、桃園市，請求三市提供救護車支援。臺北市市長柯文哲立即指示臺北市政府消防局、臺北市政府衛生局全力協助，並指揮衛生福利部臺北區區域緊急醫療應變中心（RMEOC）統一調度全力支援。陸軍第六軍團指揮部在八里成立前進指揮所，派出軍醫、工兵等與救護車、消防車救援，國防部憲兵指揮部、陸軍關渡地區指揮部也出動大批官兵、車輛加入。內政部消防署組織的鳳凰志工接獲通報後，亦派員至災害現場給予傷者緊急救護支援。
除了醫療動員之外，客運業者淡水客運及三重客運也緊急加開公車疏散八仙未受波及的遊客。

## 後續動員
6月28日，卫生福利部表示，因为大量伤者需移植皮肤，已經启动“南皮北送”抢治伤患。另外政府还调度财团法人器官捐赠中心、整形外科医学会与烧伤医学会共同协助南皮北送，让医院视病患状况采用人工皮肤或捐赠皮肤。另外，卫福部还配合各医院，依需要紧急调度输液白蛋白、生物敷料、水刀（醫療用）烫伤救治等备品。
6月30日，新北市衛生局設立「全國各醫院燒燙傷ICU病床空床數」GIS系統，方便查詢。
7月1日，全臺灣上百間醫美診所免費每天幫小面積燒傷（10%）換藥至傷口癒合，有醫美診所將原本預約手術停止，捐出醫材直到燙傷醫療藥口荒結束為止。
7月14日，新北市627燒燙傷專案管理中心開幕，是由新北市立聯合醫院板橋院區6樓改成。
7月19日，中華民國總統馬英九得知美國約翰霍普金斯大學燒燙中心醫療團隊有五名燒燙傷燙傷中心主任Stephen Milnerh等專家這幾天要自行搭機來台，專機恰好過境美國洛杉磯，就邀請專家們一起搭乘專機來台，並利用搭機時間向他們說明八仙粉塵火災最新的醫療情形並交換意見，專家團將在台灣停留一星期。

## 各地醫療物資捐助、搜購
6月29日，日本Fuji Systems Corporation公司（富士システムズ株式会社）總裁Yoichiro Kawaguchi（川口洋一郎）親自寫信給臺灣的朋友，表示他們願意捐助Fuji的Trex non-adheront silicone treated Gauze不沾黏矽膠紗布給燒燙傷的人。日商富士系統株式會社表示，東日本大震災時，收到了來自臺灣大家大批的捐贈，這是感恩回報，希望產品多少有幫助。
7月2日，经中國国民党主席朱立伦指示高孔廉联系，中国大陸國務院臺灣辦公室称愿意向事故伤者捐赠移植皮肤，包括陝西艾爾膚組織工程公司捐贈的價值1,000萬元人民幣的人工皮「安體膚」以及中国大陸多名燒傷醫學專家合計已經募集價值2,000萬元人民幣的屍皮和奈米銀敷料。但卫福部长蒋丙煌表示，很感谢大陸协助，但根据《人體器官移植條例》，尸皮不能从死刑犯取得。
7月3日，桃園一家生產洗髮用品公司的董事長外甥女在粉塵火災中受重傷，他提供了一些，但外甥女說還有其他傷患也要用，於是公司花了3天生產，為照顧燒燙傷病患新生成皮膚專用的洗髮精、沐浴乳，各生產1000多罐，已經送到各醫院免費提供。
7月3日，食藥署長姜郁美表示，由于臺灣的皮膚庫存告急，因此行政院動用第二預備金，緊急以1億元臺幣向荷蘭、美國皮庫購買大體皮膚，购买数量为110萬平方公分。其中首批向美國購買的155片大體皮膚已抵达臺灣，将送到臺中的民間器官保存庫保存。而第二批大體皮膚將於7月12日抵臺，而來自荷蘭的屍皮大體皮膚還在進行程序中。另外，日本还承諾無限量捐贈人工皮和敷料、矽砂床50張和人體皮膚組織培養設備等。
7月5日，日本紅十字會透過中華民國紅十字會總會捐贈2730片人工真皮，發放給收治粉塵火災傷患的醫院。

## 外部連結
主辦方官網
- 官方YouTube推廣：. YouTube. 2015-04-28  [2020-06-23]. （原始内容存档于2020-07-10）.
- 官方facebook頁，至2015年7月10日，計18,008讚好，3,700轉發，3,043留言：Color Play Asia彩色派對. . facebook. 2015-04-15  [2020-06-13]. （原始内容存档于2015-07-10）.